# Kostel svatého Václava (Lipenec)
Kostel svatého Václava je římskokatolický filiální kostel v Lipenci v okrese Louny. Od roku 1964 je chráněn jako kulturní památka. Stojí na hřbitově v mírném svahu na severním okraji vesnice. Postaven byl v barokním slohu roku 1689.

## Stavební podoba

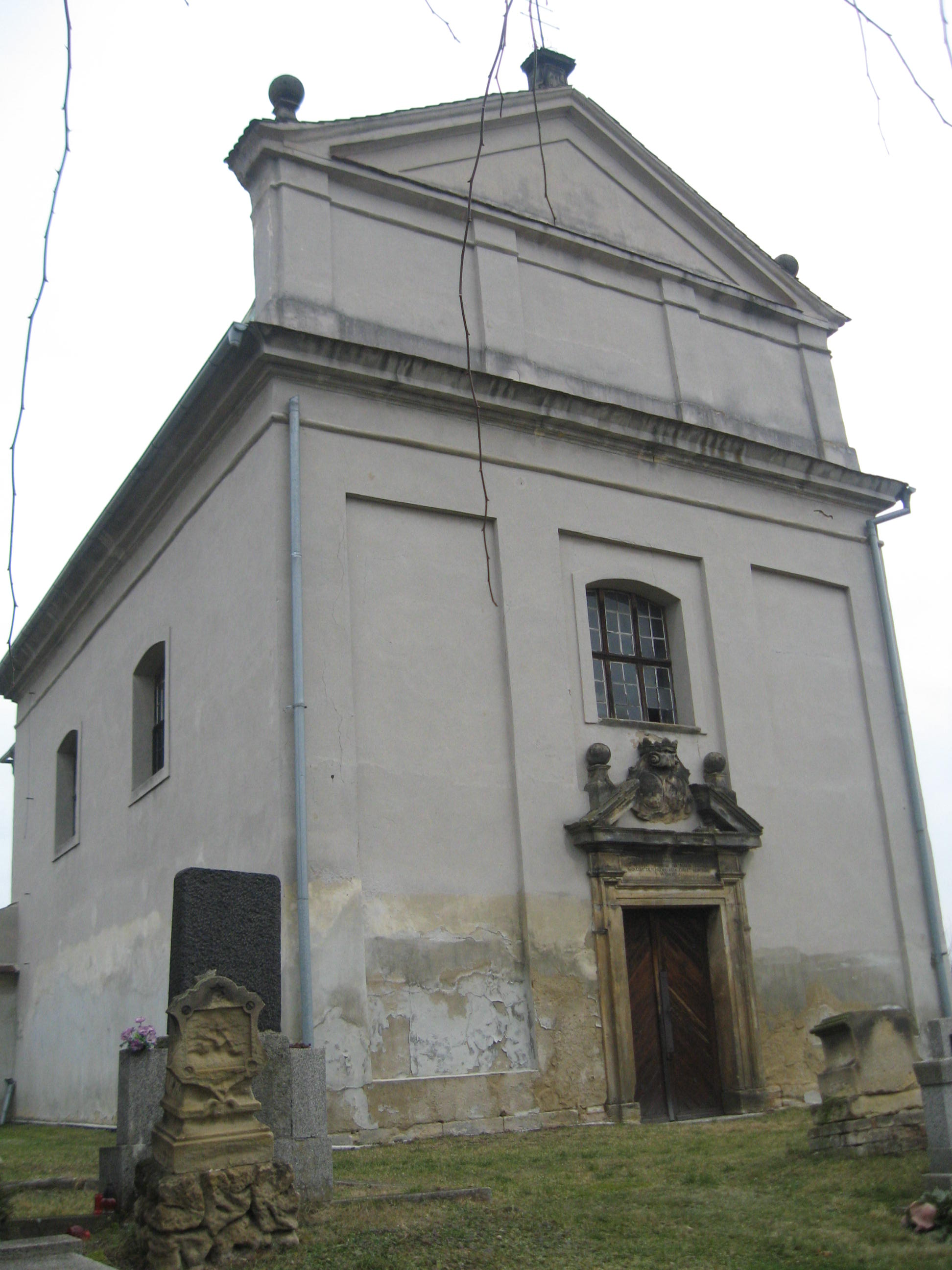
Západní portál

Na jednolodní obdélný kostel navazuje čtvercový presbytář, k jehož severní straně je připojena sakristie. Dominantou stavby je patrové tříosé západní průčelí. Jeho fasádu člení ve spodní části lizénové rámy a v patře pilastry, které vizuálně podpírají trojúhelníkový štít. Ve střední části průčelí vede do kostela zdobený obdélný portál a nad ním je segmentově ukončené okno. Boční fasády jsou rozčleněné pouze okny. V plochostropé lodi se nachází tříramenná kruchta s poprsnicí zdobenou deskami s malovanými výjevy z legendy o svatém Václavovi a ornamentální výzdobou z konce sedmnáctého století. Presbytář je zaklenutý valenou klenbou se stýkajícími se lunetami a stejný typ klenby byl použit také v sakristii. Před vstupem v jižní stěně lodi stojí předsíň s dřevěným stropem.

## Zařízení
Raně barokní oltář pochází ze druhé poloviny sedmnáctého století. Zdůrazňuje ho čtveřice sloupů, boltcová ornamentika a obraz svatého Václava z první poloviny osmnáctého století od Jana Collara z Collersperku. Kromě něj jsou v kostele dva barokní boční oltáře. Na pravém oltáři ze druhé poloviny osmnáctého století visí obraz svatého Antonína z devatenáctého století. Vybavení doplňuje kazatelna ze druhé poloviny sedmnáctého století s obrazy evangelistů.